# Ханако (слониха)
Ханако (яп. はな子, род. 1947 — 26 мая 2016 года) — слониха зоопарка Инокасира (часть парка Инокасира), расположенного в японском городе Мусасино префектуры Токио.

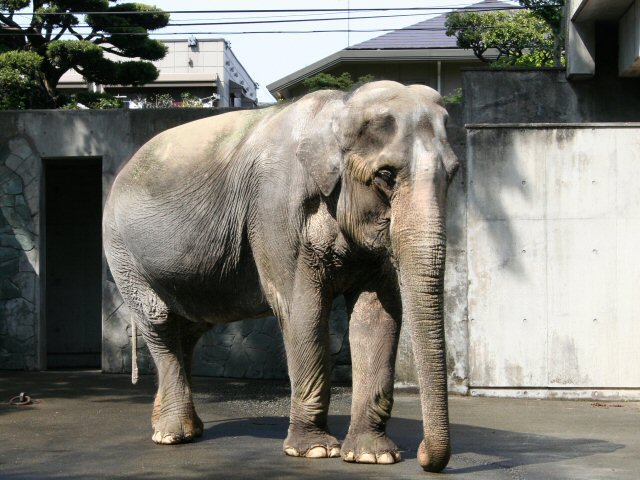
Ханако (28 апреля 2006 года)

Первая из ввезённых в Японию после второй мировой войны азиатских слонов, Ханако является слоном, прожившим в Японии самое большое время. Встретив в 2012 году 65-летие, стала самой старой японской слонихой, опередив Сувако, скончавшуюся в 2008 году.
Родилась в 1947 году в королевстве Таиланд. При рождении получила имя Катя.
В двухлетнем возрасте была подарена Японии. Отправка состоялась 22 августа 1949 года на датском судне «Олаф Маркс», которое ко второму сентября достигло порта Кобе. Оттуда сначала на поезде, затем на грузовике была доставлена в зоопарк Уэно. Сперва ей изменили имя на Катяко («ко» — распространённое окончание японских женских имён), однако затем по просьбам населения дали имя Ханако в честь скончавшейся от голода во время войны слонихи. Когда через несколько дней к ней присоединился прибывший из Индии слон Тандира, случился «слоновий бум»: за три оставшихся месяца 1949 года Ханако и Тандиру посмотрели около миллиона посетителей.
С 1950 года Ханако и Тандиру начали посещать различные места Японии. В то время как Тандира на поезде объехал всю страну, Ханако будучи слонёнком экспонировалась только в окрестностях Токио. Вскоре на Ханако обратили внимание в зоопарке Инокасира, и увидившие её там жители Мусасино и Митаки стали просить перевода слонихи туда, что затем и произошло: 5 марта 1954 года Ханако была переведена из зоопарка Уэно в зоопарк Инокасира.
Через несколько лет произошли два несчастных случая: в 1956 году Ханако убила вторгшегося ночью к ней в хлев пьяного, а в 1960-м затоптала сотрудника зоопарка. Из-за этого ей заковали передние лапы в цепь и заперли в хлеве. От стресса слониха похудела.
Через два месяца после второго инцидента в зоопарк поступил на работу Сэйдзо Ямакава (яп. 山川清蔵 Ямакава Сэйдзо:), которому поручили воспитание Ханако. Он снял с неё оковы и стал выводить в открытый вольер. Ямакава вплоть до увольнения на протяжении тридцати лет заботился о Ханако. Это легло в основу нескольких книг и телевизионных сериалов.
С самого рождения у Ханако было лишь 4 зуба, а после того, как в 1980-х годах выпали ещё три, остался только один левый нижний зуб. Из-за этого Ханако кормили только мелко нарезанными фруктами типа бананов и яблок.
Из-за произошедших в последние годы случаев, когда слониха отбрасывала хоботом сотрудников зоопарка и отшвыривала ветеринаров, с лета 2011 года все сотрудники зоопарка, занимавшиеся Ханако, работали с ней только через ограду.